# 能登はいらんかいね
「能登はいらんかいね」（のとはいらんかいね）は、1990年5月9日に発売された坂本冬美の7枚目のシングル。

## 概要
- 1990年の『第41回NHK紅白歌合戦』で歌唱した。2024年元日に「能登半島地震」が発生したことを受けて同年の『第75回NHK紅白歌合戦』でも披露した。

## 収録曲
1. 能登はいらんかいね
  - 作詞：岸元克己／作曲：猪俣公章／編曲：京建輔
2. 浜っ娘一代
  - 作詞：石原信一／作曲：猪俣公章／編曲：小杉仁三